# Beetlebum
Beetlebum is een nummer van de Britse alternatieve rockband Blur uit 1997. Het is de eerste single van hun titelloze vijfde studioalbum.
"Beetlebum" werd, zoals de titel allicht doet vermoeden, geïnspireerd door de muziek van The Beatles, die Blur-frontman Damon Albarn omschreef als "dromerig" en "sexy". Albarn schreef het autobiografische nummer over zijn ervaringen met heroïne. Ondanks dat het nummer niet commercieel klinkt, kwam het meteen binnen op nummer 1 in de Britse hitlijsten. In Nederland had het nummer minder succes, met een 21e positie in de Tipparade.

## Tracklijst
- CD1

1. "Beetlebum"
2. "All Your Life"
3. "A Spell (For Money)"

- CD2

1. "Beetlebum"
2. "Beetlebum" (Mario Caldato Jr. mix)
3. "Woodpigeon Song"
4. "Dancehall"